# Чаргафф, Эрвин
Э́рвин Ча́ргафф (англ. Erwin Chargaff; 11 августа 1905, Черновицы, Австро-Венгрия — 20 июня 2002, Нью-Йорк, США) — американский биохимик еврейского происхождения родом из Буковины.
Член Национальной академии наук США (с 1965 года), член Французской академии наук (с 1963 года), Нидерландской королевской академии наук (с 1964 года), Немецкой академии естественных наук «Леопольдина».

## Биография
Эрвин Чаргафф родился 11 августа 1905 года в городе Черновицы в обеспеченной еврейской семье. Отца звали Герман Харгаф (1870—1934), мать — Роза Зильберштейн (1878—1943). Герман Харгаф унаследовал небольшую банковскую контору в Черновцах от своего отца, Исаака Харгафа (1842—1903). Во время Первой мировой войны банк Германа Харгаффа разорился и семья перебралась в Вену.
В 1924 году Чаргафф поступил на химическое отделение в Венский университет, который окончил в 1928 году и был принят в постдокторантуру в лаборатории обменной химии в Йельском университете в США (1928—1930), продолжил обучение в Берлинском университете (1930—1933), где был оставлен преподавать приватдоцентом. В 1933 году покинул Германию в связи с приходом к власти нацистов, в 1933—1934 годах работал в Пастеровском институте в Париже.
В 1935 году окончательно поселился в США, где работал в Колумбийском университете в Нью-Йорке (с 1952 года — профессором, с 1970 года — заведующим кафедрой биохимии, с 1974 года — профессором биохимии в лаборатории клетки). В 1940 году получил американское гражданство. Родители Чаргаффа остались в Вене; во время Второй мировой войны его мать была депортирована в концентрационный лагерь, где погибла.
Жена (с 1928 года) — Вера Бройдо (1907—1995), сын — Томас Чаргафф, полицейский следователь.

## Научная деятельность
Главным направлением научной деятельности было изучение химического состава и структуры нуклеиновых кислот. Эрвин Чаргафф определил количественное отношение азотистых оснований, входящих в их состав. В 1950—1953 годах им было показано, что общее количество адениновых остатков в каждой молекуле ДНК равно количеству тиминовых остатков, а количество гуаниновых остатков — количеству цитозиновых. Правила Чаргаффа использовали Френсис Крик и Джеймс Уотсон при определении структуры ДНК в виде двойной спирали. Также Чаргафф доказал, что ДНК обладает видовой специфичностью, и отверг гипотезы о существовании многих разновидностей ДНК. Эрвин Чаргафф был первым, кто начал исследовать денатурацию ДНК. Кроме того, он занимался исследованием свертывания крови, изучал липиды и липопротеины и метаболизм аминокислот.

### Награды
- Золотая медаль имени Л. Пастера Французского биохимического общества (1949)
- Медаль имени К. Нейбера Американского общества химиков и фармацевтов (1958)
- Charles-Léopold Mayer Prize[англ.] (1963)
- Премия Хейнекена по биохимии и биофизики (1964)
- Медаль Грегора Менделя[нем.] (1973)
- Национальная научная медаль США (1974)
- Премия Иоганна Генриха Мерка[нем.] (1984)
- Командорский Крест 1 степени ордена Почёта за Заслуги перед Австрией (1990)[12]
- Preis der Stadt Wien für Publizistik[нем.] (1994)
- Австрийский почётный знак «За науку и искусство» (1994)
- Friedrich-Märker-Preis[нем.] (2000)